# Eutôlmio Taciano
Flávio Eutôlmio Taciano (em latim: Flavius Eutolmius Tatianus; em grego: Φλάβιος Εὐτόλμιος Τατιανὸς; romaniz.: Flavios Eútólmios Tatianós; m. 395) foi um oficial romano do século IV que esteve ativo durante o reinado dos imperadores Constâncio II (r. 337–361), Valente (r. 364–378) e Teodósio (r. 378–395). Nativo da Lícia, foi um pagão e pai do também oficial Próculo. Inicia sua carreira pelos anos 350 quando atuou como advogado e assessor de vários oficiais.
Pelos anos 360, foi promovido a presidente (praeses) da Tebaida e prefeito augustal no Egito. Dai, foi sucessivamente nomeado a consular da Síria, conde do Oriente, conde das sagradas liberalidades e por fim prefeito pretoriano do Oriente. Neste último ofício, foi vítima das maquinações de Rufino e acabou sendo deposto. Foi obrigado a testemunhar a execução de seu filho e tempos depois morreu na miséria.

## Biografia

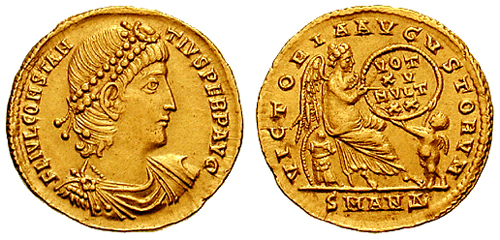
Soldo de r.

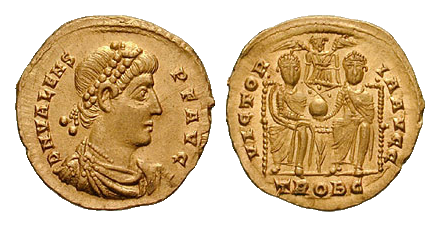
Soldo de Valente r.

Foi nativo da Lícia e professou o paganismo. Era pai do oficial Próculo e de uma filha de nome desconhecido, cujo filho também chamava-se Taciano. Foi citado em inscrições encontradas em Afrodísias, na Cária, Sidima, na Lícia, Sida, na Panfília, na boca do rio Lico, e em Antinoópolis, na Tebaida.
Taciano inicia sua carreira já pelos anos 350. Em torno de 357, foi um advogado, e então assessor (conselheiro legal) de um presidente (praeses) (governador), um vigário, um procônsul e dois prefeitos. Nos anos 360, foi presidente da Tebaida e entre 367-370 foi prefeito augustal no Egito. Nesta capacidade, executou em 368/369 a perseguição de Valente (r. 364–378) aos homousianos e auxiliou o bispo ariano Lúcio. Entre 370-374, administrou a Diocese do Oriente como consular da Síria (consularis syriae) e conde do Oriente (comes orientis); foi elogiado por Libânio por seu tratamento de Antioquia, porém foi condenado por flagelar infratores até a morte. Entre 374-380 manteve o ofício de conde das sagradas liberalidades.
A partir de 380, Taciano abandonou seu posto no Oriente e retornou para a Lícia, onde afastou-se por oito anos. Em 388, mais precisamente em 16 de junho, foi nomeado por Teodósio (r. 378–395) como prefeito pretoriano do Oriente. Em 391, tornou-se cônsul anterior com Quinto Aurélio Símaco. Em 392, Taciano foi deposto de seu ofício devido as intrigas de Rufino, que tornou-se o novo prefeito pretoriano do Oriente.
Em 393, induzido por falsas alegações, convocou seu filho Próculo que havia fugido durante sua deposição e foi forçado a testemunhar a execução dele antes de ser enviado em exílio para a Lícia. Mais adiante, em 395, quando Rufino foi assassinado, Taciano foi reinstalado como homem ilustre (vir inlustris), mas segundo seus contemporâneo ele ainda permaneceu em desgraça e morreu como um mendigo cego.

## Legado

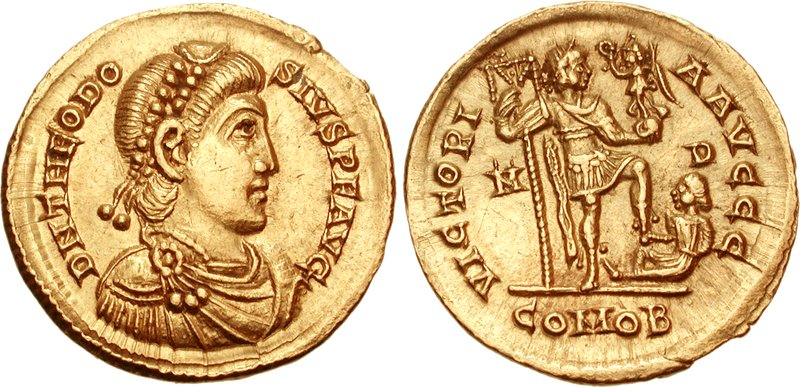
Soldo de Teodósio r.

Devido sua predileção ao paganismo, as leis aprovadas durante sua carreira possuem um viés anti-clerical. Dentre elas há uma contra a perseguição do legado clerical, uma que proibia o clero de proteger criminosos condenados e outra que proibia monges de frequentarem cidades. Taciano é amplamente lembrado por suas atividades construtoras em Alexandria e talvez foi o autor da nova política sobre decuriões na qual todos aqueles nascidos do interior das cúrias deveriam permanecer em suas cidades inerente as honrarias subsequentes que recebessem.